# مسجد أبو مندور
تقع منطقة تل أبومندور جنوب مدينة رشيد بمحافظة البحيرة وهي عبارة عن مجموعة من التلال الرملية على هيئة ربوة جبل بجوارها مسجد سيدى أبو مندور الذي بنى عام 1312/1897 م، وبعد أن قامت وزارة السياحة بتطوير منطقة تل أبو مندور أصبحت مقصدا للسياحة الداخلية بمحافظة البحيرة وكفر الشيخ.

## سبب التسمية
```
سمى المسجد بهذا الاسم نسبة إلى العارف بالله «محمد أبو مندور»، والذي اشتهر بأبو النضر لقوة بصره.
```

## نسب أبو مندور
يرجع نسب أبو مندور إلى الإمام محمد بن الحنفية بن على بن أبى طالب رضى الله عنه من زوجته السيدة الحنفية التي تزوجها بعد وفاة السيدة فاطمة الزهراء بنت الرسول صلى الله عليه وسلم، وهو شقيق الحسن والحسين.

## تاريخ بناء المسجد
حضر العارف بالله إلى رشيد عام 991 ميلادية،  وعاش برشيد 11 عامًا، وبُنى المسجد في تلك الفترة، وكان يعلم الناس أمور دينهم به حتى وافته المنية عام 1002 ميلادية.
وفي عهد الخديوى عباس حلمى الثانى جُدد هذا المسجد عام 1321 ميلادية، وفي عام 1987 سجلت وزارة الآثار مسجد «أبو مندور» ضمن المساجد الأثرية التي تتبع الهيئة العامة للآثار الإسلامية.

## وصف المسجد
مسجد أبو مندور له 3 أبواب ومداخل «شمالى - شرقيى - غربى»، وعند مدخل المسجد تجد فتحة مستطيلة يعلوها عتبة من الخشب، يعلو العتبة لوحة تشمل بعض الأرقام والحسابات، وتوجد تلك اللوحة في الباب الشرقى للمسجد، وفي أسفل المدخل وعلى جانبيه يوجد المكسلتين، حيث توجد في معظم منازل ومساجد المدينة، ويرجع السبب في نشأتهم إلى البحث عن النوم، فكان الرجل قديمًا يجلس على إحداهما فيصطدم بنسمة هواء فيغلب عليه النوم. 
والمسجد مساحته تكاد تكون مستطيلة، وبه حجرة بها ضريح العارف بالله «أبو النضر» وهي عبارة عن «حجرة مربعة يتوسطها مقصرة الدفن المصنوعة من الخشب المزخرف، أعلى المقصرة يوجد شريط كتابى وأسفلها توجد أشكال كتابات بالخطين الكوفى والديوانى»

## مئذنة المسجد
```
مئذنة المسجد تقع بموقع الانفراد حيث إنها المئذنة الوحيدة في المدينة التي أخذت الطابع العثمانى، وتتكون من قاعدة مربعة وبدن مثمن يعلوه صفوف من المقرنصات تحمل الشرفة وهي مكان المؤذن في عصر ما قبل الكهرباء.
```

## تطوير وترميم المسجد
شهدت منطقة تل أبو مندور أعمال تطوير وتنمية ضمن خطة وضع رشيد على الخريطة السياحية تنفيذًا لتكليفات الرئيس عبد الفتاح السيسي التي أصدرها ضمن توصيات مؤتمر الشباب بالإسكندرية خلال شهر يوليو 2017
وتشهد منطقة تل أبو مندور توافد العديد من الرحلات المدرسية والجامعية والوفود الأجنبية والأهالى والمصطافين من محافظتى البحيرة وكفر الشيخ للاستمتاع بالطبيعة الخلابة المحيطة بتل أبو مندور وأعلاه بالإضافة إلى ركوب اللنشات والمراكب النيلية وممارسة هواية الصيد من على شاطئ النيل الذي يطل عليه تل أبو مندور برشيد.